# Знаки валют
Знак, или символ валюты — краткое обозначение названия денежной единицы. Это может быть буква, буквосочетание, иероглиф, слог, другие варианты графических сокращений, аббревиатур (в том числе в виде буквенных кодов), условных буквенных обозначений, небуквенных графических средств, специальных знаков (символов), а также их комбинации. Знаком валюты может являться даже запись целого слова.
Также «знак (символ) валюты» (англ. Currency sign) — название конкретной графемы стандарта «Юникод» (¤), которая иногда используется в качестве эмблемы всей группы подобных символов.
«Символы валют» (англ. Currency Symbols) — название группы типографских знаков в стандарте «Юникод», расположенной в диапазоне 20A0-20CF и включающей некоторые краткие представления валют. Вместе с теми знаками, которые по ряду причин были отнесены к другим группам стандарта, они образуют категорию «Символ валюты» (англ. Currency Symbol), в которую на момент публикации 8-й версии стандарта было включено 53 графемы (без учёта античных символов), хотя в действительности знаков валют существенно больше.
Часто знаки валют не являются уникальными, один и тот же символ служит для представления нескольких валют. В то же время у некоторых денежных единиц вообще нет специфических символов, и для их обозначения используются простые сокращения. Необходимо, наконец, иметь в виду, что варианты краткой записи наименований валют могут различаться в зависимости от языка и страны. Иными словами, знаки валют не могут быть использованы в тех случаях, когда требуется точная идентификация той или иной денежной единицы. Их основная область применения — неспециализированные тексты. В специальных текстах рекомендуется использовать трёхбуквенные коды валют стандарта ISO 4217.

## Определение понятия «знаки валют»

### Знак и символ
Несмотря на то, что значения слов «знак» и «символ» во многих случаях различны или имеют разные оттенки, понятия «знак валюты» и «символ валюты» совершенно идентичны. Так, в п. 2.1 ст. 4 Закона «О Центральном банке Российской Федерации (Банке России)», которому делегированы полномочия по утверждению символа российского рубля, используется термин «графическое обозначение рубля в виде знака». О «графическом знаке» говорится в пресс-релизе Национального банка Республики Беларусь, посвящённом введению символа белорусского рубля. В пресс-релизе Национального банка республики Казахстан одновременно используются оба термина — «символ» и «знак» тенге.
Аналогична практика в англоязычных странах. Так, в стандарте Unicode раздел, посвящённый валютам, назван Currency Symbols («Символы валют»). В то же время конкретные графемы обозначаются словом sign — dollar sign («знак доллара»), cent sign («знак цента»), pound sign («знак фунта») и т. д. Оба термина (sign и symbol) также используются в материалах Банка Англии. Слово sign встречается, например, в описании истории происхождения знака «£», а symbol — в описании элементов защиты британских банкнот.

### Специальный символ, графическое сокращение и аббревиатура
Под знаками валют прежде всего понимают самостоятельные графемы, отличные от букв, с которых начинается название соответствующей денежной единицы. Однако в широком смысле к знакам также относятся и обычные сокращения или аббревиатуры. Такой вывод позволяют сделать следующие примеры практического использования аббревиатур (в более широком смысле — сокращений) в качестве символов валют:
- включение как символов в узком смысле, так и аббревиатур в стандарт Unicode (например, символов драхмы — ₯, песеты — ₧, рупии — ₨)[8];
- использование терминов «символ» (symbol) или «знак» (sign) в отношении сокращений названий валют в законодательстве или в решениях уполномоченных органов ряда стран (например, в пресс-релизе Национального банка Республики Беларусь[4], в Законе о Банке Афганистана[9], в Объединённом законе Арабских Эмиратов[10], в официальных документах других стран);
- равноправное использование в качестве сокращённого обозначения названия валюты как символов, так и аббревиатур в ряде коммерческих программных продуктов (например, в электронных таблицах Lotus Symphony и Microsoft Excel).

Поэтому далее в статье под символами валют понимаются как самостоятельные графемы, так и аббревиатуры (сокращения).

## Типы знаков валют
Знаки (символы) валют — это прежде всего самостоятельные графемы, возникшие или построенные на основе отдельных букв кириллицы или латиницы. Некоторые из них возникли в XVII—XVIII веках в результате эволюции письменности и способов краткой записи названий отдельных валют. К таким знакам относятся, например, символы доллара и фунта, а также символ рубля XVII—XIX веков. Другая группа символов возникла в конце XX — начале XXI века в результате решений уполномоченных органов власти. К таким знакам относятся, например, символы евро, армянского драма, индийской рупии.
К знакам валют также относятся другие способы краткой записи названия той или иной денежной единицы:
- лигатуры (например, ₶ — ливр турнуа, ₠ — ЭКЮ, ₢ — крузейро);
- иероглифы (например, 元, 圆 или 圓 — юань, 円 — иена);
- сокращения (например, ₧ — песета, ден. — денар, Din. — динар, р. — рубль);
- аббревиатуры (например, КМ — конвертируемая марка, DM — немецкая марка, RM — ринггит Малайзии);
- комбинации указанных выше вариантов (например, ₤m — лира Мальты, Z$ — зимбабвийский доллар).

Иногда (например, в электронных таблицах Excel, Lotus, Gnumeric) в качестве знаков фигурируют трёхбуквенные коды валют в стандарте ISO 4217 (USD — американский доллар, RUB — российский рубль). В других источниках может встречаться комбинация двубуквенных кодов государств в соответствии со стандартом ISO 3166-1 и родового знака валюты (US$ — доллар США, TT$ — доллар Тринидада и Тобаго, HK$ — гонконгский доллар).

### Символы для единственного и множественного числа
Некоторые валюты имеют (в случае с историческими — имели) различные варианты сокращения для единственного и множественного чисел. Показательны такие валюты, как лоти и лилангени. Во множественном числе они называются соответственно малоти и эмалангени. Прочие символы, имеющие различные формы для единственного и множественного чисел, представлены ниже:
| Государство | Название валюты на русском языке | Название валюты на русском языке | Название валюты на английском языке | Название валюты на английском языке | Символ для единственного числа | Символ для множественного числа |
| Государство | Ед. число                        | Мн. число                        | Ед. число                           | Мн. число                           | Символ для единственного числа | Символ для множественного числа |
| ----------- | -------------------------------- | -------------------------------- | ----------------------------------- | ----------------------------------- | ------------------------------ | ------------------------------- |
| Афганистан  | Афгани                           | Афгани                           | Afghani                             | Afghani                             | Af                             | Afs                             |
| Непал       | Рупия                            | Рупии                            | Rupee                               | Rupees                              | Re                             | Rs                              |
| Испания     | Песета                           | Песеты                           | исп. Peseta                         | исп. Pesetas                        | Pta                            | Ptas                            |
| Кения       | Шиллинг                          | Шиллинги                         | Shilling                            | Shillings                           | KSh                            | KShs                            |
| Лесото      | Лоти                             | Малоти                           | Loti                                | Maloti                              | L                              | M                               |
| Эсватини    | Лилангени                        | Эмалангени                       | Lilangeni                           | Emalangeni                          | L                              | E                               |

- Примеры символов для единственного и множественного чисел
- 1 pta
- 25 ptas

## Область применения и способы использования знаков

### Многозначные и однозначные символы
Несмотря на то, что символы валют широко используются на денежных знаках, в прессе, в деловой и личной переписке, в рекламе, на ценниках, они всё же не обладают той степенью однозначности, когда можно было бы в каждом конкретном случае чётко идентифицировать ту валюту, которую знак обозначает — всё зависит от контекста, места и способа использования. В особенности это касается знака доллара ($), который на практике может символизировать любую из нескольких десятков конкретных валют. Поэтому при необходимости однозначной трактовки используются трёхбуквенные аббревиатуры стандарта ISO 4217.
Вот лишь некоторые из многозначных символов:
| Символ                         | Unicode       | Unicode     | Примечание                        |
| Символ                         | Графема       | Позиция     | Примечание                        |
| ------------------------------ | ------------- | ----------- | --------------------------------- |
| Символ валюты                  | ¤             | 00A4        | См. ниже                          |
| Символ доллара                 | $ ()          | 0024        | См. раздел «Символ доллара»       |
| Символ иены (юаня)             | ¥ (Ұ)         | 00A5        | См. раздел «Символ юаня (иены)»   |
| Символ риала                   | ريال) ﷼)      | FDFC        | См. раздел «Символ риала (рияла)» |
| Символ рупии                   | ₨ (Rs или Rp) | 20A8        | См. раздел «Символ рупии»         |
| Символ флорина                 | ƒ             | 0192        | См. раздел «Символ флорина»       |
| Символ франка                  | ₣ (F, Fr)     | 20A3        | См. раздел «Символ франка»        |
| Символ фунта (лиры)            | £ (₤)         | 00A3 (20A4) | См. раздел «Символ фунта (лиры)»  |
| Иероглиф юаня (круглой монеты) | 圓            | 5713        | См. раздел «Символ юаня (иены)»   |

### Символ любой валюты
Символ любой (или некоторой) валюты — слегка приподнятый над основной строкой круг, от которого под углом 90° по отношению друг к другу отходят четыре луча (¤) — может быть использован в тех случаях, когда в том или ином компьютерном шрифте недоступен или отсутствует знак конкретной валюты. Так, обозначение ¤ можно определить лишь из контекста. Символ был впервые использован в 1972 году в ISO 646 (международном стандарте, ответвившемся от ASCII).

### Использование знаков относительно цифр
Рекомендация Европейской экономической комиссии ООН в отношении единиц измерения Международной системы единиц гласит: «Условные обозначения единиц… ставятся после полного цифрового значения величины с соблюдением промежутка между цифровым значением и условным обозначением единицы». Однако денежные единицы в эту систему не входят. Они не упоминаются ни в Рекомендация № 20 Рабочей группы по упрощению процедур международной торговли ЕЭК ООН «Коды для единиц измерения, используемых в международной торговле», ни в международных стандартах ISO 1000 «Единицы СИ и рекомендации по применению кратных и дольных от них и некоторых других единиц», ISO 31 «Величины и единицы измерения», ISO/IEC 80000 «Величины и единицы», ни в созданных на их основе национальных стандартах (например, в Общероссийском классификаторе единиц измерения или в ГОСТ Р МЭК 80000 «Величины и единицы»). Условные обозначения денежных единиц располагаются по отношению к цифрам в соответствии с теми обычаями делового оборота и особенностями делового стиля переписки, которые приняты в отношении знаков валют в конкретной стране и в конкретном языке. Характерным примером являются правила написания символа евро (€), используемые в разных языках Европейского союза: в немецком, испанском, французском и многих других языках он ставится после числа, в английском, ирландском, мальтийском и нидерландском — перед. Разные правила для разных языков могут сосуществовать и внутри одной страны: так, например, в Канаде символ канадского доллара ($) в англоязычных текстах располагается без промежутка до числа ($100), а во франкоязычных — с промежутком после (100 $). Даже в одной языковой системе знаки разных денежных единиц могут располагаться как до, так и после чисел. Это, например, характерно для английского языка: символ доллара пишется без промежутка до чисел ($100), а цента — также без промежутка, но после (100¢).
Специалисты портала «Грамота.ру» отмечают, что в русском языке какого-то строгого правила размещения знаков валют по отношению к числам нет («это вопрос не лингвистический, а технический, связанный с правилами набора и верстки текста», «определённого правила нет», «официального правила нам найти не удалось» и т. п.). Примеры использования символов трёх денежных единиц (доллара — $, фунта — £ и иены — ¥) приводятся в «Расширенном наборе символов латинского алфавита для обмена информацией», одном из стандартов по информации, библиотечному и издательскому делу. Во всех трёх случаях они написаны перед числами, однако сфера применения данного стандарта — тексты, написанные латиницей, а не кириллицей. Более общее правило содержат технологические инструкции наборных процессов в издательском деле, изданные в 1985 году по заказу Государственного комитета СССР по делам издательств, полиграфии и книжной торговли. Они предписывают: «При наборе изданий, выпускаемых на национальных или иностранных языках, следует выполнять технические правила набора для данного языка, определяемые специальными инструкциями». Это сохраняющее силу правило относится также и к знакам валют. То есть, если в английском языке символ фунта (£) ставится перед числами, то так же следует набирать его и при издании английского текста в России. И наоборот, если символ песеты (₧) в испанском должен располагаться после суммы, то и издаваемый в России испанский текст должен соответствовать тому же правилу.
На фоне отсутствия строгого правила рекомендации в отношении использования знаков валют в текстах на русском языке противоречивы. Известный книговед и редактор Аркадий Мильчин считает, что «имеющие международное обращение валюты, чьи сокращенные обозначения широко известны ($ — доллар, € — евро), целесообразно употреблять в тексте изданий финансово-экономической литературы, а также изданий других спец. литератур, включающих финансовые расчеты», то есть не употреблять их в неспециализированных текстах. При этом в случае использования в специализированных текстах «в отличие от зарубежной практики, где эти знаки принято ставить перед числом, в наших изданиях, исходя из принятой у нас последовательности чисел и подобных знаков, рекомендуется эти знаки ставить после чисел». Например, «Цена 1 кг 7 €; Цена машины 500 000 $». В то же время, поскольку один и тот же символ может представлять разные денежные единицы, специалисты «Консорциума Юникода» рекомендуют в тех случаях, когда важна точная идентификация валюты, то есть прежде всего в специализированных изданиях, использовать трёхбуквенные коды стандарта ISO 4217 (например, доллар США — USD, канадский доллар — CAD; символ обеих валют — $). Именно в неспециализированных изданиях символы денежных единиц (прежде всего доллара — $ и евро — €) широко используются в России, в частности, в традиционных средствах массовой информации (в газетах и журналах), что можно объяснить «экономией языковых и графических средств для передачи каких-либо понятий общепринятым в той или иной среде способом». Возможность использования знаков валют в неспециализированных текстах также допускает известный дизайнер и блогер Артемий Лебедев. По его мнению, символ доллара, в частности, нужно писать справа от суммы. При этом он отмечает, что специализированные издания («финансовые и биржевые тексты») могут составлять «исключения», то есть в них символ может стоять слева от суммы. Такая же рекомендация содержится в «Памятке по орфографии и пунктуации, а также правилам набора и оформления текстов в программе Word», но с уточнением: «В деловых публикациях, биржевых сводках и специализированных изданиях расположение этих знаков [($, €, £, ¥, ₽, ₴ и т. д. — прим. ред.] зависит от традиции страны той или иной валюты». Противоречивы также рекомендации специалистов портала «Грамота.ру»: отвечая на один вопрос, они рекомендуют ставить символ доллара после числа («наши рекомендации — писать знак $ в неспециализированных изданиях через пробел после числа»), а на другой — не просто перед числом, но ещё и с пробелом («принято писать так: $ 4 млн»).

### Использование знаков в качестве разделителей
Наиболее часто в качестве десятичного разделителя (в случае с денежными суммами — разделителя базовой валюты и её разменной денежной единицы) используется точка или запятая. Но функции разделителя могут выполнять и другие символы: в арабских странах используется моммайе (мумаййиз); в английской литературе встречается интерпункт (точка, расположенная посередине строки); в Испании для этих целей служит машинописный апостроф; в Финляндии может использоваться двоеточие; во Франции и в португалоязычных странах может применяться непосредственно символ валюты — ₣ или $. В некоторых странах базовую валюту и разменную разделяют косой чертой (слешем) или солидусом (знаком шиллинга) — соответственно, / или ⁄. Например, 2/6 означает «2 шиллинга и 6 пенсов», =/6 (-/6) — «6 пенсов», 2/= (2/-) — «2 шиллинга». Этот способ записи был характерен для денежной системы Англии до введения десятичного принципа денежного счёта.
| Запятая | Точка  | Двоеточие | Моммайе | Интерпункт | Машинописный апостроф | Символ валюты | Дефис  | Косая черта (солидус) | Верхний индекс |
| ------- | ------ | --------- | ------- | ---------- | --------------------- | ------------- | ------ | --------------------- | -------------- |
| U+002C  | U+002E | U+003A    | U+066B  | U+00B7     | U+0027                | —             | U+2010 | U+002F (U+2044)       | —              |
| 2,50    | 2.50   | 2:50      | ٢٫٥٠    | 2·50       | 2’50                  | 2$50          | 2-50   | 2/50                  | 250 (250)      |
|         |        |           |         | --         |                       |               |        |                       |                |

В России в качестве десятичного разделителя традиционно используется запятая, однако могут встречаться и другие варианты. Так, в номинале современных почтовых марок разделителем практически всегда является точка. Правилами оформления платёжных поручений и чеков предусмотрено, что разделителем рублей и копеек должен выступать дефис (2-50). В банковских выписках (если они готовятся программным обеспечением, изначально написанным для англоязычных банков и локализованным на русский язык) разделителем может выступать точка или машинописный апостроф (запятая при этом используется в качестве разделителя разрядов). Наконец, при письме или в рекламе может встречаться запись копеек верхним индексом с подчёркиванием (250) или без него (250).

### Расположение знака валюты и тип разделителя в разных языках (на примере евро)
Расположение знака евро по отношению к денежной сумме различается от страны к стране. Ниже приведены примеры для 24 официальных языков стран Европейского союза.
| Язык               | Пример        | Язык             | Пример | Язык               | Пример        |
| ------------------ | ------------- | ---------------- | ------ | ------------------ | ------------- |
| Английский язык    | €3.14         | Болгарский язык  | 3,14 € | Венгерский язык    | 3,14 €        |
| Греческий язык     | 3,14 €, €3.14 | Датский язык     | 3,14 € | Ирландский язык    | €3.14         |
| Испанский язык     | 3,14 €        | Итальянский язык | 3,14 € | Латышский язык     | 3,14 €        |
| Литовский язык     | 3,14 €        | Мальтийский язык | €3.14  | Немецкий язык      | 3,14 €, €3,14 |
| Нидерландский язык | €3,14         | Польский язык    | 3,14 € | Португальский язык | 3,14 €        |
| Румынский язык     | 3,14 €        | Словацкий язык   | 3,14 € | Словенский язык    | 3,14 €        |
| Финский язык       | 3,14 €        | Французский язык | 3,14 € | Хорватский язык    | 3,14 €        |
| Чешский язык       | 3,14 €        | Шведский язык    | 3,14 € | Эстонский язык     | 3,14 €        |

## Использование одного и двух вертикальных или горизонтальных штрихов
Традиционно символ доллара пишется с двумя вертикальными чёрточками (), однако в современных компьютерных шрифтах все чаще используется начертание с одной чертой ($). Но и тот, и другой вариант — это одна графема. В частности, в стандарте Unicode различие между символом доллара с одной и двумя чертами не делается, и обоим вариантам соответствует единый код — U+0024, всё зависит от конкретного шрифта.
Традиционное начертание символа флорина (гульдена) — с одной горизонтальной чертой. Однако в некоторых шрифтах символ выводится с двумя штрихами.
Символам £ и ₤ соответствуют разные коды стандарта Unicode (соответственно U+00A3 и U+20A4). При этом первый символ характеризуется стандартом в качестве знака фунта, а второй — лиры. На практике и фунт стерлингов, и лира могут встречаться в начертании как с двумя чертами, так и с одной.
Такова же практика применения символов ¥ (U+00A5) или Ұ (U+04B0), которые имеют разные коды в стандарте Unicode. Считается, что первый символ — это знак японской иены, второй — китайского юаня. На практике символы обеих валют могут встречаться как с одним, так и с двумя горизонтальными штрихами. Более распространённый вариант в компьютерных шрифтах — с двумя штрихами.
Такой позиции, в частности, придерживаются составители стандарта Unicode. Характерным примером является символ евро (€), который традиционно пишется с двумя горизонтальными штрихами, лишь изредка — с одним.

### Примеры использования одного и двух штрихов в символах валют
| Доллар США |  |  | Чилийское песо  |  |  |
| Евро       |  |  | Фунт стерлингов |  |  |